# Braine-le-Château
Braine-le-Château (neerlandeză Kasteelbrakel, valonă Brinne-Tchestea) este o comună francofonă din regiunea Valonia din Belgia. Comuna este formată din localitățile Braine-le-Château și Wauthier-Braine. Suprafața totală este de 22,70 km². La 1 ianuarie 2008 comuna avea o populație totală de 9.580 locuitori. 